# Xylia

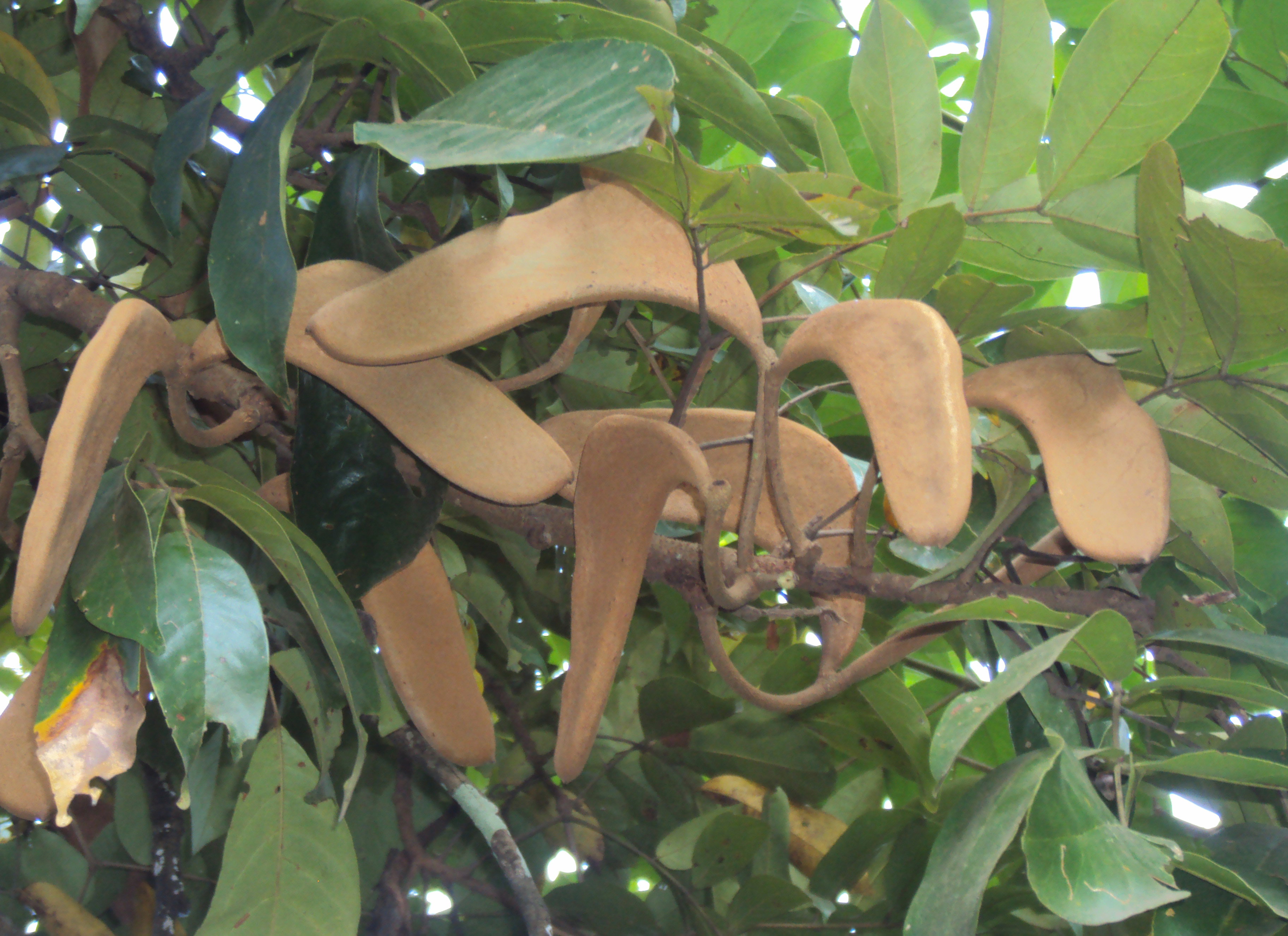
Plody Xylia xylocarpa

Xylia je rod rostlin z čeledi bobovité. Jsou to stromy s dvojnásobně zpeřenými listy a kulovitými květenstvími drobných květů s dlouhými tyčinkami. Vyskytují se v počtu 9 druhů v tropické Africe, na Madagaskaru a v tropické Asii. Druh Xylia xylocarpa je zdrojem velmi tvrdého, kvalitního dřeva známého jako pyinkado či barmské železné dřevo.

## Popis
Zástupci rodu Xylia jsou nízké až vysoké beztrnné stromy. Listy jsou dvakrát zpeřené, s jediným párem postranních žeber nesoucích několik párů větších nebo mnoho párů menších lístků. Při vrcholu řapíku je velká žlázka, další menší je na bázi vrcholového lístku. Palisty jsou drobné, čárkovité a opadavé. Květy jsou drobné, bledě zelené, bílé nebo žluté, přisedlé nebo krátce stopkaté, uspořádané v kulovitých, dlouze stopkatých úžlabních hlávkách. Hlávky jsou u některých druhů uspořádány v hroznech nebo ve svazcích na koncích větví. Kalich je trubkovitě zvonkovitý, s 5 laloky. Koruna je složena z 5 na bázi krátce srostlých lístků. Tyčinek je 10 nebo více, jsou volné a dlouze vyčnívají z květů. Semeník je přisedlý a obsahuje několik až mnoho vajíček. Čnělka je nitkovitá, zakončená velmi drobnou bliznou. Plody jsou velké, tlusté, dřevnaté, podlouhlé a srpovitě zahnuté, pukající 2 chlopněmi. Mezi semeny jsou přehrádky. Semena jsou lesklá, zploštělá, bezkřídlá.

## Rozšíření
Rod Xylia zahrnuje 9 druhů. Vyskytuje se v tropické Africe, na Madagaskaru a v tropické Asii. V tropické Africe roste 6 druhů, největší areál rozšíření má X. torreana a X. evansii. Na Madagaskaru rostou 2 druhy. Druh Xylia xylocarpa pochází z tropické Asie z oblasti od Indie po Myanmar, byl však introdukován i do Afriky, Indočíny a jihovýchodní Asie. Stromy rostou nejčastěji v tropických deštných lesích, v poloopadavých lesích a na březích řek.

## Význam
Druh Xylia xylocarpa (syn. X. dolabriformis) má velmi tvrdé dřevo, považované za jedno z nejlepších konstrukčních dřev. Běl je načervenale bílá až žlutohnědá, jádrové dřevo načervenale hnědé, tmavě žilkované. Je obchodováno pod jménem pyinkado, někdy je též označováno jako barmské železné dřevo. Je používáno zejména při stavbě lodí, na stavby, podlahy, nábytek, kůly, kola a podobně. V minulosti to byl jeden z nejdůležitějších stromů těžených v Barmě pro dřevo. Kůra Xylia xylocarpa je v indické medicíně používána proti průjmu a střevním parazitům. Olej ze semen je používán při ošetřování malomocenství a revma.

## Přehled druhů a jejich rozšíření
- Xylia africana - Tanzanie
- Xylia evansii - Ghana, Sierra Leone a Pobřeží slonoviny
- Xylia fraterna - Madagaskar
- Xylia ghesquierei - Zaire
- Xylia hoffmannii - Madagaskar
- Xylia mendoncae - Mosambik
- Xylia schliebenii - Tanzanie
- Xylia torreana - Malawi, Mosambik, Jižní Afrika a Zimbabwe
- Xylia xylocarpa - Indie až Barma[2]